# Банане
Банана (волф. banaana преко фр. banane) род је зељастих биљака и економски важне врсте (Musa sapientium) из фамилије Musaceae, као и име за плод ових биљака који људи користе у исхрани као воће.

## Морфологија
Банане су високе, углавном једногодишње зељасте биљке, које својим изгледом подсећају на дрвеће. Имају широко и веома дугачко лишће (1,5 m). Подручје њихове распрострањености је у тропским крајевима. Доместификована банана пореклом је из југоисточне Азије, чији је плод укусан и хранљив. У Европу се увози из Средње Америке и Западноиндијских острва (Антили).
За правилан развој банани је потребна топла и влажна клима, јер квалитет плода зависи од велике количине воде и високе температуре. Најбољи резултати се остварују при средњој годишњој температури од 20°C и средњој количини падавина од 150-170 mm месечно. Банане немају специјалне захтеве у погледу типа земљишта. Енергетска вредност банане износи од 81 до 103 cal. Банана такође садржи бројне хранљиве материје и витамине. 
У Црној Гори банане расту на приморју, али плод не сазрева већ остаје зелен.

## Систематика
је један од три рода породице Musaceae. Постоји преко 50 врста овог рода, сврстаних у три секције. 

### Секција
Врста Musa ingens
Врсте:
- M. alinsanaya
- M. beccarii
- M. boman
- M. borneënsis
- M. bukensis
- M. campestris
- M. coccinea
- M. exotica
- M. fitzalanii
- M. flavida
- M. gracilis
- M. hirta
- M. insularimontana
- M. jackeyi
- M. johnsii
- M. lawitiensis
- M. lolodensis
- M. maclayi
- M. monticola
- M. muluensis
- M. paracoccinea
- M. peekelii
- M. pigmaea
- M. salaccensis
- M. splendida
- M. suratii
- M. textilis
- M. tuberculata
- M. violascens

Врсте:
- M. acuminata
- M. angcorensis
- M. aurantiaca
- M. balbisiana
- M. banksii
- M. basjoo
- M. cheesmanii
- M. flaviflora
- M. griersonii
- M. itinerans
- M. laterita
- M. mannii
- M. nagensium
- M. ochracea
- M. ornata
- M. rubra
- M. sanguinea
- M. schizocarpa
- M. siamea
- M. sikkimensis
- M. thomsonii
- M. velutina

## Производња и транспорт плода
Производња банана ограничена је на веома узак географски појас који поседује одговарајуће климатске одлике за узгој банана. Банана је уједно и један од главних извозних производа ових држава, у првом реду Гвинеје, Еквадора, Колумбије, Мексика и других држава Латинске Америке. Највећи извозник је Еквадор, а највише банана се узгаја у Индији. Банане се гаје на већим засадима - плантажама. Земљиште би требало да има већи капацитет воде, а плантаже се често ограђују ради заштите од ветра и оптимизације приноса, јер је стабло веома крхко. Берба се врши 80 до 100 дана након цветања, а банане се обавезно беру у незрелом стању чак и када нису намењене извозу јер евентуално пуцање коре и излучивање сокова представља повољну средину за развој микроорганизама. Зелени плодови су тешки и неизраженог укуса, али су чврсти што их чини изузетно погодним за транспорт.
Након бербе банане се пакују и спремају за транспорт. Транспорт се најчешће врши бродовима и оптимално траје између 4 и 10 дана, док све преко 14 дана озбиљно угрожава квалитет пласираног производа. Оптимална температура транспорта је између 11 и 15 степени, јер је у овом температурном интервалу најмања ензимска активност која утиче на зрење плода. Иако је у великој мери суспендована, респираторна активност плода задржава известан базичан ниво те је потребна и циркулација ваздуха, у мањој мери.

### Дозревање плода
По пријему на коначно одредиште приступа се дозревању банана. У плоду се одвија низ хемијских промена од којих је најважнија прелазак скроба у сахарозу и глукозу (у мањој мери и фруктозу), а најочигледнија прелазак пигмента хлорофила у каротин. Незрела банана тако садржи између 17% и 19% скроба и тек око 2-5% споменутих шећера, да би се садржај скроба у зрелој банани смањио на око 1-4% на уштрб повећања садржаја шећера и до 17-18%. Садржај киселина и танина се не мења значајније. Оптимална температура за дозревање је између 16 и 20 степени, при влажности од око 80% (за неке сорте и 95%), уз сталну рециркулацију ваздуха. Ово је неопходно јер респираторни процеси добијају на интензитету и ради оптимизације ослобађања нуспродуката процеса дозревања из плода. Уобичајено траје између 4 и 10 дана и одвија се у посебним наменским коморама.
- плодови банане
- Банана у Ботаничкој башти Јевремовац
- Musa velutina
- Musa acuminata
- Плод дивље банане